# Тутајев
Тутајев (рус. Тута́ев) град је у Јарославској области у Русији. Налази се на реци Волга, 34 километра северно од Јарослава. Године 2008. имао је 41.427 становника.
Пре Октобарске револуције звао се Романов-Борисоглебск (рус. Рома́нов-Борисогле́бск). Пре 1822. то су била два одвојена града, Романов (рус. Рома́нов) на десној обали Волге и Борисоглебск (рус. Борисогле́бск) на левој обали. Град Романов је постојао још од 14. века, а Борисоглебск од 15. века. Два дела данашњег Тутајева нису спојена мостом преко Волге, па се становници ради комуникације служе трајектом. Најближи мост преко Волге у Јарославу удаљен је 50 километара.
Већина становништва живи на десној страни реке (Романов). Градске четврти уз Волгу су богате историјским здањима и дрвеним кућама, док у широј области доминира совјетска архитектура стамбених блокова. У граду има више историјских цркава: Васкресењска катедрала, Катедрала подизања Светог Крста, Казанско-преображењска црква и друге. Због њих се Тутајев убраја у групу историјских градова североисточно од Москве под именом „Златни круг”.

## Становништво
Према прелиминарним подацима са пописа, у граду је 2010. живело становника, (%) више него 2002.
| 1939.  | 1959.  | 1970.  | 1979.  | 1989.  | 2002.  | 2010.  |
| ------ | ------ | ------ | ------ | ------ | ------ | ------ |
| 18.506 | 17.210 | 16.839 | 23.473 | 39.822 | 42.644 | 41.001 |

## Галерија
- Кустодиев, Шеталиште уз Волгу
- Саборна црква Васкрсења
- Црква Преображења Господњег
- Катедрала Светог Крста
- Анђео Господњи
- Пророк Јеремија
- Пророци Илија и Енох
- Апокалипса